# Aster yomena
Aster yomena là một loài thực vật có hoa trong họ Cúc. Loài này được Makino mô tả khoa học đầu tiên.